# Ers Majestäts olycklige Kurt
Ers Majestäts olycklige Kurt: en roman med verklighetsbakgrund är en roman om Haijbyaffären från 2008. Den är skriven av författarna och advokaterna Lena Ebervall och Per E. Samuelson och förutsätter att Gustav V och Kurt Haijby hade en sexuell relation.

## Bakgrund
Haijby-affären var en rättsaffär under 1950-talet, där Kurt Haijby anklagades och dömdes för att ha utpressat hovet genom att påstå att han haft en sexuell relation med Gustav V på 1930-talet. Haijby hade då själv under flera år hävdat att han hade utsatts för påtryckningar och orättvis behandling av myndigheter, som deportation till Tyskland och inläggning på mentalsjukhus, på grund av att han haft en relation med kungen. Han ville att Justitiekanskern skulle göra en utredning, vilket också skedde i början på 1950-talet. Utredningen hemligstämplades och kort därefter anhölls Haijby och han dömdes så småningom av hovrätten till sex års straffarbete i mars 1953.
Det råder delade meningar om Haijby faktiskt hade någon relation med Gustav V eller om han bara utnyttjade kungens rykte och förstod att hovet var villiga att hjälpa till med byråkrati och ekonomi för att stävja sådana rykten.

## Boken
Boken förutsätter att Haijby hade en relation med Gustav V och att de träffades under en längre tid, och senare ville men blev förhindrade att träffas. Den beskriver flera av deras privata möten och sammankomster med Sveriges kulturelit som Gösta Ekman, Karl Gerhard och kungens bror prins Eugen. Den beskriver Haijbys perspektiv på deportation till USA, Tyskland och hans behandling från myndigheter och inskrivning på mentalsjukhus. Den har en lång källförteckning, men inget förtydligande om vad som är baserat på dessa källor och vad som är författarnas tillägg. Författarna själva menar att "i alla stora historiska drag är boken sann, i så måtto att indicierna är mycket starka."